# Battaglia della Sagra
La battaglia della Sagra o sul Fiume Sagra è una battaglia combattuta nella metà del VI secolo a.C., fra le poleis di Locri Epizefiri e Crotone lungo il corso del Fiume Sagra, non ancora identificato con precisione; dovrebbe trattarsi di uno tra i seguenti fiumi: Torbido, che viene documentato da un'antica mappa della Magna Grecia, o molto probabilmente l'Allaro, antica linea di confine tra le diocesi di Gerace e di Squillace, situato nel territorio di Caulonia in Provincia di Reggio Calabria. Potrebbe essere stata combattuta presso l'Amusa o più probabilmente nei pressi dell'attuale Roccella ionica, anticipando in questa scelta del campo di battaglia Leonida alle Termopili. Infatti tra la rupe di Roccella ed il mare vi è solo uno stretto spazio di circa 200 metri dove le scarse truppe locresi potevano fermare il grande esercito crotoniate.

## Gli avvenimenti
La datazione precisa della battaglia è incerta, attualmente gli storici collocano lo scontro fra il 560 a.C. e il 530 a.C. Dopo l'apertura delle ostilità da parte di Crotone, i locresi vista la forte superiorità militare dei crotoniati decisero di non andare incontro al nemico, ma di aspettarlo al guado del Fiume Sagra.
Rhegion, che a quel tempo era alleata di Locri, scese in battaglia in sua difesa (anche se non è ben chiaro visto che in recente passato si disputarono il controllo di Metauros), inviando un contingente anche per salvaguardarsi da una possibile espansione di Crotone sul territorio locrese, confinante con quello reggino; l'aiuto più importante a Locri comunque fu offerto dalle sue colonie di Hipponion e Medma; Sparta invece, a cui i locresi avevano chiesto soccorso, rispose consigliando loro di chiedere aiuto ai Dioscuri, che secondo la leggenda combatterono al fianco dei locresi permettendo loro di sconfiggere i crotoniati.
Le fonti antiche parlano di 10-15 000 uomini tra locresi e reggini, schierati in battaglia e addirittura 130 000 crotoniati, cifra oggettivamente iperbolica. Secondo la leggenda le acque del fiume si tinsero di rosso a causa del sangue delle vittime, dal punto di vista storico si pensa che la cavalleria locrese riuscì prima a bloccare l'esercito crotoniato e poi a metterlo in rotta. I dati che oggi possediamo sulla battaglia derivano da un'iscrizione votiva su uno scudo rinvenuto a Delfi, recante scritto fra l'altro I cittadini di Hipponion e Medma e Locri dedicarono dal bottino dei Crotonesi. " Aiutati dai dioscuri Castore e Polluce e da Aiace Oileo, i Locresi vinsero ed edificarono in onore di questi luoghi di culto. Da uno di questi potrebbe trarre origine la cittadina di Riace che ricorda molto strettamente Aiace, da sottolinerare che nei pressi di Riace superiore vi è un sito chiamato Leo, quindi Riace-Leo potrebbe ricordare Aiace Oileo. Ed ancora a ricordare i dioscuri, un torrente nei pressi di Placanica denominato Castore" (D.Franco)

## Le conseguenze
Le conseguenze della battaglia furono una profonda crisi interna alla città di Crotone - risollevatasi poi grazie al regime di austerità dei pitagorici - che rivolse le proprie ambizioni verso la vicina Sibari, distrutta dai crotoniati nel 510 a.C.; per Locri invece fu questo l'inizio di una politica sempre più aggressiva verso le città vicine, cosa che in seguito portò ad una rottura dell'alleanza con Rhegion.